# 植物狀態
植物状态（vegetative state，VS）又称昏迷后无反应（post-coma unresponsiveness，PCU），是因严重脑损伤导致的特殊意识障碍，患者意识完全丧失，对自身和外界的认知功能完全丧失，但因其下丘脑和脑干功能基本保留，可维持循环和呼吸的神经支配，可有睡眠-觉醒周期。
持續性植物狀態（PVS）俗稱植物人，即植物状态的持续存在，一般定义植物状态持续四周以上，常提示脑损伤严重且难以逆转。大腦已經完全或大半失去功能，已失去意識。雖然植物人仍舊有心跳，且通常猶有反射動作（意指腦幹依舊存活且能發揮功能），但是植物人的生命延續通常必須經由他人的照護，如翻身、餵食等。少數人可能會醒來，但他們的情緒會異常暴躁。

## 概述
持續性植物狀態的成因主要有三：急性腦部創傷、非創傷性的大腦神經退化性疾病或代謝性疾病、中樞神經系統的嚴重先天性畸形。因腦部創傷（通常因為車禍）或腦部缺氧（例如心跳停止或溺水）而昏迷的病患不會睜開雙眼，他們最多只有一些肢體反射動作，昏迷狀態很少超過2-5星期，有些人會死亡，有些人會甦醒，還有些人雖脫離昏迷狀態，但始終無法恢復知覺，而進入「植物人狀態」。
當植物人狀態超過一個月以上，就稱為「持續性植物人狀態」（persistent vegetative state, PVS），處在植物人狀態的時間越長，復原的希望越渺茫。美國每年有14,000名新增的嚴重腦傷患者，在受傷一個月後仍維持在植物人狀態。由11名來自不同機構的研究人員組成的PVS聯合研究小組在1994年得出結論：在腦部外傷一年後或因缺氧等因素導致腦受損的三個月後（後來修改為六個月），仍未顯示任何知覺跡象的植物人，康復機會幾乎為零，他們提議將此類病例稱為「永久性植物人狀態」。
那些從植物人狀態甦醒的病患，最初的意識跡象通常相當微弱，慢慢才顯現知覺，病患可能會開始做出一些刻意而非反射性的動作，但仍無法表達和溝通他們的感覺與想法。為了區別這些病例，醫生提出名為「最小意識狀態」的臨床診斷類別。
植物人作為高層精神功能中心的大腦皮質完全受損，但大腦的大部分功能正常，面對外界刺激時有反應，只不過無法有效地表達出來，問題出在大腦不能充分關聯，所以處於意識閃爍游離、不夠穩定可靠的最小意識狀態，可能只是進一步恢復意識的過渡期，也可能是長期或永久性的狀態。不過它和植物人狀態最重要的差別在於，患者即使維持在最小意識狀態多年，仍有康復的機會。

## 歷史
最小意識狀態有一個廣為人知的病例：美國阿肯色州的泰瑞·華利斯在1984年的一場車禍後，就一直停留在最小意識狀態，到了2003年開始可以說話，也恢復了一些肢體運動能力，不過，還是無法行走，也仍然需要全天候的醫療照顧。
在1990年代初期，美國健康照護復健中心的柴爾茲（Nancy Childs）和英國皇家神經殘障醫院的安德魯斯（Keith Andrews）證實，在最初被診斷為植物人的患者中，有超過1/3經詳細檢查後，事實上可表現一些知覺徵兆。為了取得更可靠的診斷，醫生需要進行一連串標準化的測試，以測量病患對聽覺、視覺和觸覺等各種刺激的反應，這些測試包含美國強森復健中心的傑奇諾（Joseph Giacino）發展的JFK昏迷復原指數，和英國皇家神經殘障醫院的吉爾–史威茲（Helen Gill-Thwaites）設計的感官評估復健技術（SMART）。這些專門評估意識指數的診斷工具，優越性不容置疑，但和例行的神經檢查或其他如格拉斯哥昏迷指數之類較簡單的測試比起來，仍相當費時。
處於最小意識狀態的人嚴格講起來和真正的植物人（處於永久性植物人狀態者）不同，他們並非完全地無意識。要區分植物人狀態和最小意識狀態是一件困難的診斷工作，需要有經驗和熟練的醫生反覆檢查。
臨床醫師判定植物人狀態根據的是患者缺乏意識行為的跡象，簡單來說，如果患者看來清醒（眼睛睜開），卻一直無法執行指令（例如「捏我的手」或「往下看」），只能表現出反射動作，醫師就會認定病人處在植物人狀態。然而意識知覺本來就是一個主觀的經驗，很難由他人來判斷。即使經過最仔細的檢驗評估，是否仍然可能錯失無法與人溝通的腦傷病患所表達的知覺跡象？過去10多年來，研究人員努力找尋能證實或推翻植物人臨床診斷的客觀測試方法。
利用核磁共振造影（MRI）或X射線電腦斷層掃描（X-CT）來檢查腦結構的影像技術，能幫助醫師看到腦內部受損的程度，但這些技術並不能偵測意識存在與否。不過近年的研究顯示，腦外傷病患的磁共振造影有助於醫生預測病患究竟能否從植物人狀態清醒過來。舉例來說，若是腦幹和胼胝體（連接左右腦半球的組織）等特定區域受損的患者，復原的機會較低。舉例來說，美國康乃爾大學席夫（Nicholas Schiff）領導的研究團隊，利用MRI擴散張量造影檢查多年來始終停留在最小意識狀態的華利斯，而看出了腦部軸突重新生長的情形。
他也率先使用功能性核磁共振造影（fMRI）來觀察最小意識狀態的病患，並發現當他們聽到熟悉的人朗讀具有個人意義的故事時，他們的語言網絡會被活化，但若把錄音倒著播放就沒有反應，然而健康受試者卻仍有反應；比利時列日大學的洛瑞斯（Steven Laureys）的研究團隊在2004年也發表了類似的結果，帶有情緒效應的聽覺刺激（例如嬰兒啼哭聲或病患的姓名）比毫無意義的噪音，更能引發最小意識狀態病患較廣泛腦區的活動。這些結果顯示，對最小意識狀態的病患說話時，內容是相當重要的。
能否找到無需fMRI的偵測意識方法，才易於對腦外傷病患施行影像技術，加拿大西安大略大學的歐文（Adrian M. Owen）研究團隊正建立一種較便宜，並且機動性佳的腦電圖（EEG），其與fMRI的偵測結果十分相似，16位植物人有3位似乎有意識，約為19%，有望發展為偵測意識的影像技術。

## 各種意識失常的狀態
因腦部創傷而生的意識失常，起先是昏迷，再來可能是甦醒、植物人、閉鎖症候群或腦死等，而植物人又分為永久性植物人狀態或最小意識狀態，各種狀態簡述如下。
- 腦死：大腦及腦幹永久性喪失功能。

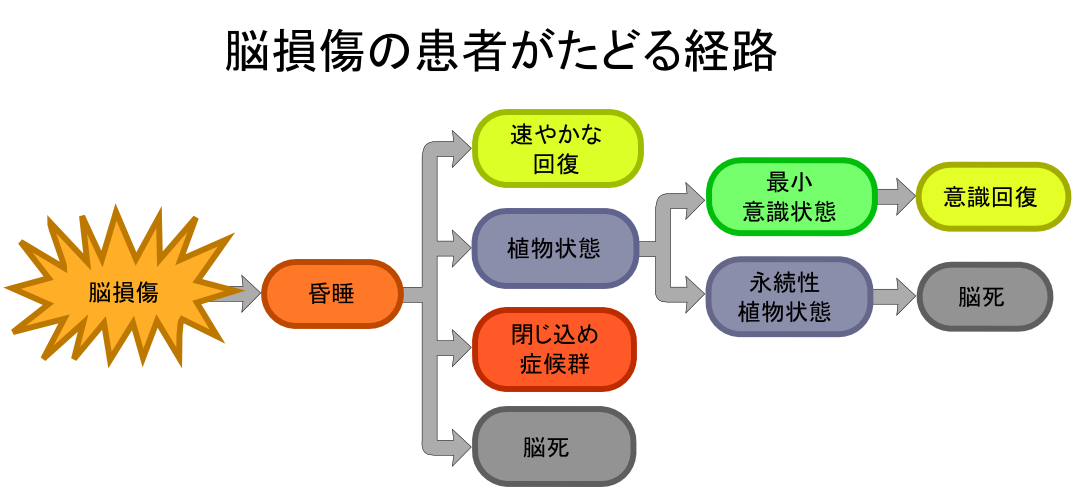
腦損傷患者可能的演變過程

- 昏迷：完全失去意識、睡眠甦醒週期消失而且持續閉眼。
- 植物人：具睡眠週期，眼睛可能自發性張開，或對刺激產生反射性反應。
- 最小意識狀態：狀似植物人但有時出現意識徵兆，例如朝物體伸手、對指令或周遭環境做出反應等。
- 閉鎖症候群：意識完全正常，但無法動作而被判定為植物人或僅具微弱意識，許多患者仍可眨眼和動眼。

## 原因
這裡是三個因素導致持續性植物狀態：
1. 急性創傷性腦損傷
2. 非創傷性：神經退行性疾病或腦部代謝疾病
3. 先天性中樞神經系統嚴重異常

醫療書籍（例如Lippincott, Williams, and Wilkins (2007)。在一個章節：Pediatric Signs and Symptoms）描述了幾個導致持續性植物狀態的潛在因素：
- 細菌，病毒或真菌感染，包括腦膜炎。
- 顱內壓上升，例如一些腫瘤或膿腫。
- 血壓上升導致的顱內出血或中風。
- 缺氧缺血性損傷（低血壓、心搏停止、心律不整、遇溺）。
- 毒素，例如尿毒症、乙醇、阿托品、鴉片、鉛、膠體銀（英语：Medical uses of silver）。[5]
- 創傷：震傷，挫傷。
- 癲癇發作、非驚厥性癲癇持續狀態，及驚厥後狀態（陣發性狀態）。
- 電解質失衡，涉及低血鈉症、高鈉血症、低血鎂症、低血糖、高血糖、高血鈣，以及低鈣血症。
- 感染後：急性瀰漫性腦脊髓炎（英语：Acute disseminated encephalomyelitis）（ADEM/急性播散性腦脊髓炎）。
- 內分泌疾病，比如腎上腺功能不全、以及甲狀腺疾病。
- 退化與代謝疾病，包括尿素循環紊亂、雷氏症候群和線粒體疾病（英语：Mitochondrial disease）。
- 全身性疾病（英语：Systemic disease）和敗血症
- 肝性腦病

此外，這些書籍作者聲稱，有時醫生會使用助憶設備如AEIOU-TIPS來回憶部分鑑別診斷：飲酒及酸中毒、癲癇及腦病、感染、阿片類藥物、尿毒症、創傷、胰島素過量或炎症、中毒及心理原因，以及休克。

## 外部連結
- Sarà, M.; Sacco, S.; Cipolla, F.; Onorati, P.; Scoppetta, C; Albertini, G; Carolei, A. . Brain Injury. 2007, 21 (1): 101–103  [2022-07-21]. PMID 17364525. doi:10.1080/02699050601151761. （原始内容存档于2022-10-17）.
- Canavero, Sergio; Massa-Micon, Barbara; Cauda, Franco; Montanaro, Elisa. . Journal of Neurology. 2009-05, 256 (5). ISSN 0340-5354. doi:10.1007/s00415-009-5019-4 （英语）.
- Canavero, S (编). . New York: Nova Science. 2009. ISBN 9781606925379.
- Canavero, Sergio; Massa-Micon, Barbara; Cauda, Franco; Montanaro, Elisa. . Journal of Neurology. 2009-05, 256 (5). ISSN 0340-5354. doi:10.1007/s00415-009-5019-4 （英语）.
- . the Guardian. 2009-11-23  [2022-07-21]. （原始内容存档于2022-10-22） （英语）.
- . MEDICC Review. 2012, 14 (1)  [2022-07-21]. ISSN 1555-7960. PMID 22334112. doi:10.37757/MR2012V14.N1.3. （原始内容存档于2022-07-21） （英语）.